# Temnosoma sphaerocephalum
Temnosoma sphaerocephalum är en biart som först beskrevs av Carlos Schrottky 1909.  Temnosoma sphaerocephalum ingår i släktet Temnosoma och familjen vägbin. Inga underarter finns listade i Catalogue of Life.